# Андреас Ісакссон
Андре́ас І́сакссон (швед. Andreas Isaksson, * 3 жовтня 1981, Треллеборг) — шведський футболіст, воротар нідерландського клубу ПСВ та національної збірної Швеції.

## Клубна кар'єра
Вихованець юнацьких команд футбольних клубів «Остраторп» та «Треллеборг».
У дорослому футболі дебютував 1998 року виступами за команду клубу «Треллеборг», в якій провів один сезон, взявши участь в 11 матчах чемпіонату. 
Своєю грою за цю команду привернув увагу скаутів італійського клубу «Ювентус», до якого молодий швед приєднався 1999 року. Перебував у розпорядженні туринського клубу два сезони, не провівши жодної офіційної гри за його головну команду.
2001 року повернувся на батьківщину, уклавши контракт з клубом «Юргорден», в якому провів чотири сезони, виборовши за цей час титули чемпіона Швеції (двічі) та володаря Кубка країни.
Протягом 2004—2006 років виступав у чемпіонаті Франції, захищаючи кольори клубу «Ренн».
2006 року уклав контракт з англійським клубом «Манчестер Сіті», у складі якого провів наступні два роки своєї кар'єри гравця. Передбачалося, що шведський воротар стане заміною Девіду Джеймсу, основному голкіперу команди, що саме перейшов до «Портсмута». Однак низка травм, що переслідували Ісакссона в Англії, не дозволили йому закріпитися в манчестерській команді, у складі якої за два сезони він провів лише 20 ігор в різних турнірах.
До складу нідерландського ПСВ приєднався 2008 року і зіграв 124 матчі. З 2012 року перейшов до турецького клубу «Касимпаша». 

## Виступи за збірні
Протягом 1999–2003 років залучався до складу молодіжної збірної Швеції. На молодіжному рівні зіграв у 23 офіційних матчах.
2002 року дебютував в офіційних матчах у складі національної збірної Швеції. Наразі провів у формі головної команди країни 89 матчів. 
У складі збірної був учасником чемпіонату світу 2002 року в Японії і Південній Кореї, чемпіонату Європи 2004 року у Португалії, чемпіонату світу 2006 року у Німеччині, а також чемпіонату Європи 2008 року в Австрії та Швейцарії.

## Статистика виступів

### Статистика клубних виступів
| Сезон                      | Команда                    | Чемпіонат                  | Чемпіонат | Чемпіонат | Coppa nazionale | Coppa nazionale | Coppa nazionale | Континентальні кубки | Континентальні кубки | Континентальні кубки | Інші змагання | Інші змагання | Інші змагання | Усього | Усього |
| Сезон                      | Команда                    | Ліга                       | Ігор      | Голів     | Ліга            | Ігор            | Голів           | Ліга                 | Ігор                 | Голів                | Ліга          | Ігор          | Голів         | Ігор   | Голів  |
| -------------------------- | -------------------------- | -------------------------- | --------- | --------- | --------------- | --------------- | --------------- | -------------------- | -------------------- | -------------------- | ------------- | ------------- | ------------- | ------ | ------ |
| 1999                       | «Треллеборг»               | A                          | 11        | 0         | КШ              | ?               | ?               | -                    | -                    | -                    | -             | -             | -             | 11+    | 0      |
| 1999–00                    | «Ювентус»                  | A                          | 0         | 0         | КІ              | ?               | ?               | Інт+КУЄФА            | ?+?                  | ?+?                  | -             | -             | -             | 0+     | 0      |
| 2000–01                    | «Ювентус»                  | A                          | 0         | 0         | КІ              | ?               | ?               | ЛЧ                   | ?                    | ?                    | -             | -             | -             | 0+     | 0      |
| Усього за «Ювентус»        | Усього за «Ювентус»        | Усього за «Ювентус»        | 0         | 0         |                 | ?               | ?               |                      | ?+?                  | ?+?                  |               |               |               | 0+     | 0      |
| 2001                       | «Юргорден»                 | A                          | 22        | 0         | КШ              | 1               | 0               | -                    | -                    | -                    | -             | -             | -             | 23     | 0      |
| 2002                       | «Юргорден»                 | A                          | 20        | 0         | КШ              | 5               | 0               | КУЄФА                | 6                    | 0                    | -             | -             | -             | 31     | 0      |
| 2003                       | «Юргорден»                 | A                          | 26        | 0         | КШ              | 2               | 0               | ?                    | 2                    | 0                    | -             | -             | -             | 30     | 0      |
| 2004                       | «Юргорден»                 | A                          | 7         | 0         | КШ              | 0               | 0               | -                    | -                    | -                    | -             | -             | -             | 7      | 0      |
| Усього за «Юргорден»       | Усього за «Юргорден»       | Усього за «Юргорден»       | 75        | 0         |                 | 8               | 0               |                      | 8                    | 0                    |               |               |               | 91     | 0      |
| 2004–05                    | «Ренн»                     | L1                         | 38        | 0         | КФ+КЛ           | 3+1             | 0+0             | ?                    | 0                    | 0                    | -             | -             | -             | 42     | 0      |
| 2005–06                    | «Ренн»                     | L1                         | 24        | 0         | КФ+КЛ           | 2+0             | 0+0             | КУЄФА                | 2                    | 0                    | -             | -             | -             | 28     | 0      |
| Усього за «Ренн»           | Усього за «Ренн»           | Усього за «Ренн»           | 62        | 0         |                 | 5+1             | 0+0             |                      | 2                    | 0                    |               |               |               | 70     | 0      |
| 2006–07                    | «Манчестер Сіті»           | ПЛ                         | 14        | 0         | КА+КФЛ          | 0+0             | 0+0             | -                    | -                    | -                    | -             | -             | -             | 14     | 0      |
| 2007–08                    | «Манчестер Сіті»           | ПЛ                         | 5         | 0         | КА+КФЛ          | 0+1             | 0+0             | -                    | -                    | -                    | -             | -             | -             | 6      | 0      |
| Усього за «Манчестер Сіті» | Усього за «Манчестер Сіті» | Усього за «Манчестер Сіті» | 19        | 0         |                 | 0+1             | 0+0             |                      |                      |                      |               |               |               | 20     | 0      |
| 2008–09                    | ПСВ                        | ЕД                         | 33        | 0         | КН              | 1               | 0               | ЛЧ                   | 6                    | 0                    | -             | -             | -             | 40     | 0      |
| 2009–10                    | ПСВ                        | ЕД                         | 34        | 0         | КН              | 1               | 0               | ЛЄ                   | 12                   | 0                    | -             | -             | -             | 47     | 0      |
| 2010–11                    | ПСВ                        | ЕД                         | 34        | 0         | КН              | ?               | ?               | ?                    | ?                    | ?                    | -             | -             | -             | 34     | 0      |
| 2011–12                    | ПСВ                        | ЕД                         | 4         | 0         | КН              | ?               | ?               | ЛЄ                   | 2                    | 0                    | -             | -             | -             | 6      | 0      |
| Усього за ПСВ              | Усього за ПСВ              | Усього за ПСВ              | 105       | 0         |                 | 2+              | 0               |                      | 20+                  | 0                    |               |               |               | 127+   | 0      |
| Усього за кар'єру          | Усього за кар'єру          | Усього за кар'єру          | 268       | 0         |                 | 18+2            | 0+0             |                      | 30+                  | 0                    |               |               |               | 318+   | 0      |

## Титули і досягнення
- Чемпіон Швеції (2):

«Юргорден»: 2002, 2003
- Володар Кубка Швеції (2):

«Юргорден»: 2002, 2017-18
- Володар Суперкубка Нідерландів (1):

ПСВ: 2008